# Lista de futebolistas não nascidos na Suécia convocados para a Seleção Sueca
Este artigo traz uma lista com os futebolistas que não nasceram na Suécia, mas foram convocados para a Seleção nacional.

## Nacionalidade por jogador
- Em negrito os jogadores em atividade pela Seleção Sueca.

### Azerbaijão
- Jiloan Hamad (8 jogos entre 2001 e 2018)[1][nota 1]

### Bósnia e Herzegovina
- Anel Ahmedhodžić (1 jogo em 2020)[2][nota 2]
- Nordin Gerzić (2 jogos em 2011)[3][nota 3]
- Branimir Hrgota (3 jogos em 2014)[4]

### Eritreia
- Tesfaldet Tekie (1 jogo desde 2019)[5]

### Etiópia
- Benjamin Kibebe (1 jogo em 2001)[6]

### Estados Unidos
- Eddie Gustafsson (10 jogos entre 2000 e 2010)[7]
- Frank Jacobsson (6 jogos e 1 gol entre 1951 e 1953)[8]
- Karl-Alfred Jacobsson (6 jogos e 3 gols entre 1952 e 1954)[9]

### Finlândia
- Gary Sundgren (30 jogos e 1 gol entre 1994 e 2000)[10]

### França
- Tobias Linderoth (76 jogos e 2 gols entre 1999 e 2008)[11]

### Irão
- Behrang Safari (31 jogos entre 2008 e 2013)[12]

### Itália
- Riccardo Gagliolo (1 jogo em 2019)[13]

### Kosovo
- Emir Bajrami (18 jogos e 2 gols entre 2010 e 2012)[14]
- Erton Fejzullahu (5 jogos e 3 gols entre 2013 e 2014)[15][nota 4]

### Líbano
- George Mourad (2 jogos em 2005)[16][nota 5]
- Sharbel Touma (2 jogos entre 2001 e 2004)[17]

### Montenegro
- Emir Kujović (5 jogos e 1 gol em 2016)[18]

### Países Baixos
- Jordan Larsson (7 jogos e 1 gol desde 2018)[19]

### Togo
- Pascal Simpson (2 jogos em 1997)[20]

### Turquia
- Erkan Zengin (21 jogos e 3 gols entre 2013 e 2016)[21]

### Uruguai
- Guillermo Molins (6 jogos e 1 gol entre 2010 e 2014)[22]